# Egidius de Eremiet

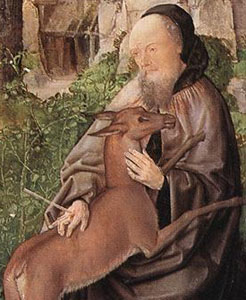
Voorstelling van Sint-Gillis

Sint-Gillis de Eremiet (ook Egidius) is een van de veertien heilige noodhelpers in de annalen van de Rooms-Katholieke Kerk. Over hem is niets met zekerheid bekend. Het zou een Occitaanse eremiet-monnik zijn geweest die in 640 geboren werd in Athene en de naam Ægidius kreeg. Later leidde hij volgens de legende een kluizenaarsbestaan in Septimanië, een Visigotische provincie in de buurt van Narbonne. Hij zou een klooster gesticht hebben in Saint-Gilles, een plaats ten westen van Arles en ten zuiden van Nîmes en er rond 720 of 724 gestorven zijn. Zijn graftombe werd een belangrijke bedevaartplaats.

## Hagiografie
Egidius zou een zwervend bestaan geleid hebben als monnik (een zogeheten gyrovague). Hij zou in de Provence verbleven hebben, waarna hij Rome bezocht, alvorens zich terug te trekken in een bos in Collias (ten noorden van Nîmes) bij de Gardon-rivier. Na een warm onthaal in de stad Arles zou hij zich teruggetrokken hebben als eremiet in de buurt van Saint-Gilles, ten westen van Arles, en er een klooster gesticht hebben.
Egidius zou tijdens zijn kluizenaarschap in gezelschap hebben verkeerd van een hinde, die hem van melk voorzag. De Wisigotische koning Wamba (of zijn opvolger Flavius) hield eens een jachtpartij, waarop de hinde naar de kluis van haar kameraad vluchtte, waar Wamba Egidius, getroffen door een pijl van één de jagers, ontmoette en ontroerd was door de vriendschap van Egidius en het hertje. Hij bood een plaats aan om een abdij te stichten, waarvan Egidius abt werd.

## Heilige en cultus

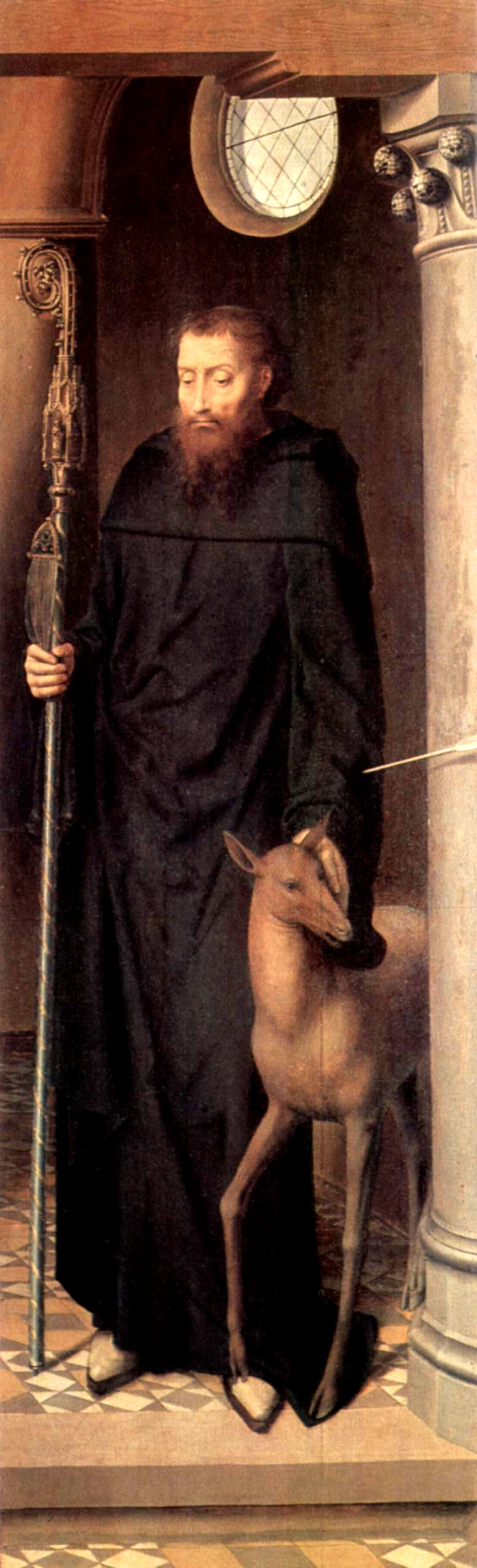
Sint-Gillis, schilderij van Hans Memling

Gillis is een heilige (Sint-Gillis) voor katholieken en christelijk-orthodoxen (vóór het Oosters Schisma). Zijn naamdag wordt gevierd op 1 september. 
In de latere Middeleeuwen kende zijn cultus een ongekend hoogtepunt, waarbij Saint-Gilles, met haar abdij en hoofdkwartier van de Tempeliers in de Provence, uitgroeide tot de op drie na belangrijkste christelijke bedevaartplaats. Saint-Gilles kwam na Jeruzalem, Rome en Santiago de Compostella. Saint-Gilles bevond zich langs een van de bedevaartswegen naar Santiago de Compostella, de Via Tolosana, ook wel genoemd Via Aegidia. 

Wapenschild van de stad Saint-Gilles in het Franse departement Gard

Verschillende andere plaatsen werden vernoemd naar Gillis en Gilles werd een populaire voornaam. Zo bracht de dertiende eeuw nog twee heilige Gillisen voort: Egidius van Assisi († 1262) en de Portugese Dominicaan Gil van Santarém († 1265).